# Moshe Sharett
Moshe Sharett (hebraisk: משה שרת, født Moshe Shertok, hebraisk: משה שרתוק den 15. oktober 1894 i Kherson i Det Russiske Kejserrige, død 7. juli 1965 i Jerusalem, Israel) var Israels anden premierminister i knap to år (1953–1955) mellem David Ben-Gurions to regeringsperioder.

## Opvækst og familieforhold
Moshe Sharett blev født i Kherson, Det Russiske Kejserrige (nu i Ukraine). Hans familie emigrerede til Palæstina i 1908 og var senere med til at grundlægge Tel Aviv. Han gik i den første adgangsklasse ved Herzliya Hebrew High School. Senere studerede han i det osmanniske Istanbul og ved London School of Economics. Under 1. verdenskrig tjente Sharett i den osmanniske hær som juniorofficer.
Sharrets søster Rivka, Dov Hozs kone, døde i en bilulykke i december 1940 på vej til et bestyrelsesmøde i Aviron. I denne ulykke blev også Sharrets anden søster, Tzvia Sharett, datter Tirza Hoz og Hoz' forretningspartner Yitzhak Ben Yaacov, dræbt.

## Politiks karriere
På grund af sin erfaring blev Moshe Sharett udpeget til at blive Israels første udenrigsminister. Hans største bedrift var våbenhvileaftalen i 1949, som førte til afslutningen af krigshandlingerne mellem Israel og de arabiske lande i 1948. Sharett blev indsat som premierminister efter at Ben-Gurion var afgået. Moshe Sharett blev udenrigsminister i 1956, senere bestyrelsesformand for Jewish Agency frem til 1960.